# Terminalia reitzii
Terminalia reitzii är en tvåhjärtbladig växtart som beskrevs av Arthur Wallis Exell. Terminalia reitzii ingår i släktet Terminalia och familjen Combretaceae. Inga underarter finns listade i Catalogue of Life.